# UEFA Women's Champions League slutspil 2018-19
UEFA Women's Champions League slutspil 2018-19 startede den 12. september 2018 og sluttede den 18. maj 2019  med finalen på Groupama Arena i Budapest, Ungarn, hvor det blev afgjort hvem vinderen blev af UEFA Women's Champions League 2018-19. I alt 32 hold deltog i slutspillet.

## Sekstendedelsfinaler
Lodtrækningen til sekstendedelsfinalerne blev afholdt den 17. august 2018, 14:00 CEST, på UEFA hovedkvarteret i Nyon, Schweiz.
| Seedet | Useedet |
| --- | --- |
| - Lyon - VfL Wolfsburg - Paris Saint-Germain - Barcelona - Rosengård - Manchester City - Bayern München - Fortuna Hjørring - Chelsea - Brøndby - Slavia Prag[Q] - Zürich - Linköping - Zvezda 2005 Perm - Glasgow City[Q] - Sparta Prag | - LSK Kvinner - BIIK Kazygurt[Q] - Gintra Universitetas[Q] - Atlético Madrid - St. Pölten - Fiorentina - Spartak Subotica[Q] - SFK 2000[Q] - Avaldsnes[Q] - Ryazan-VDV - Ajax[Q] - Juventus - Zhytlobud-1 Kharkiv[Q] - Þór/KA[Q] - Barcelona FA[Q] - Honka[Q] |

Noter
1. Q Gik videre fra kvalifikationsrunden.

### Oversigt
De første kampe blev spillet den 12. og 13. september, og returkampene blev spillet den 26. og 27. september 2018.
| Hold 1               | Samlet | Hold 2              | 1. kamp | 2. kamp |
| -------------------- | ------ | ------------------- | ------- | ------- |
| Honka                | 1–6    | Zürich              | 0–1     | 1–5     |
| Fiorentina           | 4–0    | Fortuna Hjørring    | 2–0     | 2–0     |
| Ajax                 | 4–1    | Sparta Prag         | 2–0     | 2–1     |
| Avaldsnes            | 0–7    | Lyon                | 0–2     | 0–5     |
| Ryazan-VDV           | 0–3    | Rosengård           | 0–1     | 0–2     |
| Juventus             | 2–3    | Brøndby             | 2–2     | 0–1     |
| SFK 2000             | 0–11   | Chelsea             | 0–5     | 0–6     |
| Atlético Madrid      | 3–1    | Manchester City     | 1–1     | 2–0     |
| Þór/KA               | 0–3    | VfL Wolfsburg       | 0–1     | 0–2     |
| Gintra Universitetas | 0–7    | Slavia Prag         | 0–3     | 0–4     |
| BIIK Kazygurt        | 3–4    | Barcelona           | 3–1     | 0–3     |
| Barcelona FA         | 1–2    | Glasgow City        | 0–2     | 1–0     |
| Spartak Subotica     | 0–11   | Bayern München      | 0–7     | 0–4     |
| St. Pölten           | 1–6    | Paris Saint-Germain | 1–4     | 0–2     |
| Zhytlobud-1 Kharkiv  | 1–10   | Linköping           | 1–6     | 0–4     |
| LSK Kvinner          | 4–0    | Zvezda 2005 Perm    | 3–0     | 1–0     |

## Kvartfinaler
Lodtrækningen til kvartfinalerne blev afholdt den 9. november 2018, 13:00 CET, i UEFA's hovedkvarter i Nyon, Schweiz.

### Oversigt
De første kampe blev spillet den 20. og 21. marts, returkampene blev spillet den 27. marts 2019.
| Hold 1      | Samlet | Hold 2              | 1. kamp | 2. kamp |
| ----------- | ------ | ------------------- | ------- | ------- |
| Slavia Prag | 2–6    | Bayern Munich       | 1–1     | 1–5     |
| Barcelona   | 4–0    | LSK Kvinner         | 3–0     | 1–0     |
| Lyon        | 6–3    | VfL Wolfsburg       | 2–1     | 4–2     |
| Chelsea     | 3–2    | Paris Saint-Germain | 2–0     | 1–2     |

## Semifinaler
Lodtrækningen til semifinalerne blev afholdt den 9. november 2018, 13:00 CET, i UEFA hovedkvarteret i Nyon, Schweiz.

### Oversigt
De første kampe blev spillet den 21. april, og returkampene blev spillet den 28. april 2019.
| Hold 1         | Samlet | Hold 2    | 1. kamp | 2. kamp |
| -------------- | ------ | --------- | ------- | ------- |
| Lyon           | 3–2    | Chelsea   | 2–1     | 1–1     |
| Bayern München | 0–2    | Barcelona | 0–1     | 0–1     |